# Caesioperca
Caesioperca Castelnau, 1872, è un genere di pesci d'acqua salata appartenente alla famiglia Serranidae e alla sottofamiglia Anthiadinae.

## Tassonomia
In questo genere sono riconosciute 2 specie:
- Caesioperca lepidoptera (Forster, 1801)
- Caesioperca rasor (Richardson, 1839)